# Laura Freigang
Laura Freigang (Kiel, Alemania; 1 de febrero de 1998) es una futbolista alemana. Juega como delantera en el Eintracht Fráncfort de la Bundesliga Femenina de Alemania. Es internacional con la selección de Alemania.

## Trayectoria
Freigang comenzó a jugar al fútbol en el FSV Oppenheim. Tras nueve años en el club, se unió al Holstein Kiel en 2011, jugando sus primeros partidos con las inferiores del equipo en la B-Juniorinnen-Bundesliga 2012-13. Al debutar en la liga el 3 de noviembre de 2012, marcó dos goles contra el Werder Bremen. Le siguió otro tanto en un total de ocho apariciones en la temporada. En el certamen siguiente, la delantera se convirtió en una pieza integral del equipo juvenil, anotando 15 goles en 17 apariciones, lo que la convirtió en la quinta mejor artillera de la región Norte/Noreste.

### TSV Schott Mainz (2014-2016)
Después de tres años en Kiel, Freigang regresó a Renania-Palatinado en 2014, al club TSV Schott Mainz de la liga regional. En su primera temporada, anotó 20 goles en 18 partidos, lo que la convirtió en la tercera mayor goleadora en toda la liga. En la temporada 2014-15, el TSV Schott se consagró campeón invicto y logró el ascenso a la segunda división. En su primera temporada en la segunda categoría, la delantera marcó 4 goles en 13 partidos.
En agosto de 2016, Freigang comenzó una beca deportiva en la Universidad Estatal de Pensilvania y se unió a su equipo de fútbol universitario que compite en la Big Ten Conference. Freigang anotó un gol en el primer partido de la temporada y luego fue nombrada Novata de la Semana.

### Eintracht Fráncfort (2018-presente)
En julio de 2018, se unió al FFC Fráncfort de cara a la temporada 2018-19 de la Bundesliga Femenina. Terminó su primera temporada con el Fráncfort en quinto lugar, acumulando 10 goles en 20 partidos. En la temporada 2019-20 fue la tercera mejor goleadora de la liga con 16 goles en 22 partidos, mientras que su equipo terminó en sexto lugar.
En julio de 2020, el FFC Fráncfort se fusionó con el club de fútbol masculino Eintracht Fráncfort, convirtiéndose en la sección femenina de este club.

## Selección nacional

### Categorías inferiores
Freigang debutó en la selección sub-15 de Alemania en 2013. En el combinado sub-16, marcó 4 goles en 7 partidos. En la Copa Nórdica de selecciones sub-16 de 2014, marcó dos goles, incluido el 2-0 en la final ante Suecia. Fue convocada por primera vez a la selección alemana sub-17 para disputar la Copa Mundial Sub-17 de 2014 en Costa Rica, entrando como suplente en dos partidos. El equipo nacional quedó afuera en la fase de grupos.
En 2015, debutó en la selección sub-19, y participó en tres campeonatos de Europa de 2015 a 2017. Marcó dos goles en total y llegó a semifinales en 2015 y 2017. Freigang acumuló 24 partidos internacionales para la selección sub-19, en los que marcó 16 goles.
En 2015, debutó en la selección sub-20. Fue eliminada en los cuartos de final de la Copa Mundial Sub-20 de 2016 y 2018, llegando a marcar dos goles en esta última. En total, marcó 7 goles en 17 partidos internacionales con la sub-20.

### Selección absoluta
El 7 de marzo de 2020, debutó con la selección absoluta de Alemania entrando como substituta en la semifinal de la Copa Algarve 2020 ante Noruega. Marcó su primer gol internacional el 22 de septiembre de 2020 en la victoria 3-0 en la eliminatoria de la Eurocopa ante la selección de Montenegro, poniendo el marcador 1-0 en el segundo minuto. En su tercer partido internacional el 27 de noviembre de 2020, marcó un hat trick en la victoria 6-0 en la clasificación para el Campeonato de Europa contra Grecia.

## Estadísticas

### Clubes
| Club                | País     | Año       |
| ------------------- | -------- | --------- |
| TSV Schott Mainz    | Alemania | 2014-2016 |
| Eintracht Fráncfort | Alemania | 2018-     |

## Distinciones individuales
| Distinción                    | Año  |
| ----------------------------- | ---- |
| Medalla Fritz Walter (bronce) | 2015 |